# Parandrita cephalotes
Parandrita cephalotes är en skalbaggsart som först beskrevs av Leconte 1854.  Parandrita cephalotes ingår i släktet Parandrita och familjen ritsplattbaggar. Inga underarter finns listade i Catalogue of Life.